# Arx (Roma)

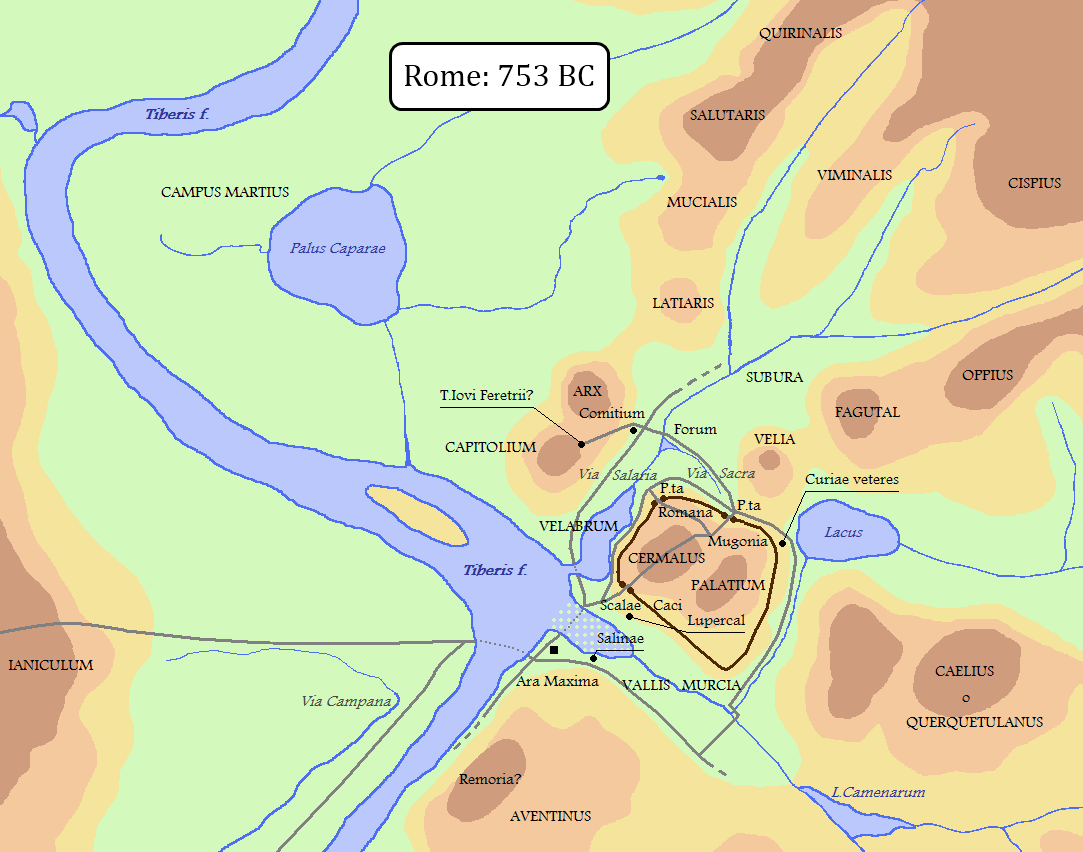
La ubicación del Arx está indicado en este mapa especulativo de Roma circa 753 BC.

Arx es una palabra latina que significa  "ciudadela". En la antigua ciudad de Roma, el arx estuvo localizado en el espolón del norte de la Colina Capitolina, y a veces nombrado como Arx Capitolina. 

## Historia
En Roma, tradicionalmente los centinelas se guarnicionaban en el Arx para observar las señales que se mostraban en el Janículo si se acercaba un enemigo. Una bandera roja sería izada y una trompeta soplada. El Arx no fue regularmente guarnicionado, aun así, y no tendría que ser considerado como fortín. Aun así, en el asedio galo de Roma (387 BC), el Arx estuvo considerado el punto de la última retirada, la captura del cual era sinónimo con la captura de la ciudad. Por lo tanto, tenía un poder simbólico más allá de su importancia en la estrategia militar, y era un lugar central en la religión arcaica romana.
Durante el periodo regio, a algunos miembros de la élite se les permitió vivir en el Arx, entre ellos el legendario dirigente Titus Tatius.  Después del 384 a. C., el Senado prohibió todas las viviendas privadas de la Colina Capitolina, incluido el Arx.  La casa de Marcus Manlius Capitolinus, un campeón patricio de la plebe que fue condenado por buscar la realeza, fue demolida en este momento y más tarde se convirtió en el sitio del Templo de Juno Moneta.
En el Arx se ubicaba el auguraculum, espacio abierto donde los augures realizaban los rituales que determinaban si los dioses aprobaban cualquier empresa que estuviera a la mano, negocios públicos o acciones militares.  Este auguraculum fue la piedra donde el monarca elegido, durante el reino romano, estaba sentado por los augures con su cara hacia el sur.
Los templos principales en el Arx incluyen el de Juno Moneta (344 a. C.), donde se encontraba la casa de moneda;  Concordia (217 a. C.);  Honor y Virtud;   y Vediovis.  Júpiter, sin embargo, era el dios del Arx.

## Otrosarces
Los romanos también se referían a la ciudadela de otras ciudades como un arx (arces en plural).  Las excavaciones en Cosa, Toscana, realizadas en 1948–54 y 1965–72, descubrieron el arx del asentamiento.  Frank E. Brown y su equipo estudiaron el sitio extensamente cuando comenzaron las excavaciones de Cosa en 1948. La ciudadela era una colina fortificada sobre la que se construyeron varios templos, incluido el llamado "capitolium" de Cosa.
En Lavinium, al sur de Roma, se cree que Castello Borghese es el posible sitio del arx de la era romana construido en la ciudad portuaria.
El arx de Londinium estaba ubicado en el noroeste de la actual City de Londres, al sur del Cripplegate.  Fue construido alrededor de 120 y desmantelado en la época de Diocleciano.